# Relaciones a través del estrecho de Taiwán
Las relaciones a través del estrecho de Taiwán (en chino tradicional, 海峽兩岸關係; en chino simplificado, 海峡两岸关系; pinyin, Hǎixiá liǎng'àn guānxì) se refiere oficialmente a las relaciones bilaterales entre la República Popular China (China continental) y la República de China (Taiwán), que están separadas por el estrecho de Taiwán, tomando de ahí el nombre.
La expresión «relaciones a través del Estrecho de Taiwán» ha sido usado por ambas partes como una forma de evitar el uso del término «relaciones entre la República Popular China y la República de China», lo que implicaría el reconocimiento mutuo de ambas partes de que son dos naciones distintas. Tanto la República Popular de China como la República de China niegan que Taiwán sea una nación separada de China, y ambas partes reclaman la soberanía plena y conjunta tanto sobre el territorio continental chino como sobre la isla de Taiwán. No obstante, es usado el término relaciones China-Taiwán (en chino tradicional, 中台關係/中臺關係; en chino simplificado, 中台关系; pinyin, Zhōng-Tái guānxì) por fuentes no oficiales que, informalmente y debido al largo transcurso del tiempo, reconocen la dicotomía entre «China» y «Taiwán»; y también relaciones Continente-Taiwán (en chino tradicional, 陸台關係/陸臺關係; en chino simplificado, 陆台关系; pinyin, Lù-Tái guānxì), usado a veces por fuentes prochinas que evitan el reconocimiento de la dicotomía.

## Historia

### Antes de 1949
Al comienzo del siglo XX, los nacionalistas chinos del Kuomintang y los comunistas chinos del Partido Comunista de China estaban aliados para derrocar el Imperio de China de la dinastía Qing.
Este levantamiento nacional comienza oficialmente con el Levantamiento de Wuchang el 11 de octubre de 1911, el cual dará paso a la Revolución de Xinhai, la cual acabará en 1912 con el derrocamiento del último emperador de China Puyi.
Tras estos sucesos, China vive una etapa caótica en el que el líder militar Yuan Shikai, quien había llegado a un acuerdo con el líder revolucionario y líder del Kuomintang Sun Yat-sen se autoproclama emperador en 1915.
Por esa época Chiang Kai-Shek forma al ejército nacionalista chino en la Academia Militar de Whampoa fundada por Sun Yat-sen y conquista grandes regiones de la dividida China de la época, poco a poco dominará el país y dirigirá el derrocamiento de Yuan Shikai en 1916. Tras ello, Chiang Kai-Shek se convierte en presidente de la República de China, pero deberá enfrentarse a los comunistas por un lado y a los japoneses por el otro. Desde 1931 hasta el final de la Segunda Guerra Mundial el gobierno chino de Chiang Kai Shek debe replegarse ante el avance del imperialismo japonés.
Cuando Japón se rinde y se repliega de sus territorios conquistados tras el lanzamiento de las bombas atómicas el gobierno chino cree tener la oportunidad de restaurar al país, pero entonces tiene lugar una revolución comunista que será la antesala de la guerra civil que comenzará su última y decisiva etapa en 1947. El ejército de la República (los nacionalistas) son derrotados por las fuerzas comunistas que se hacen con el control de toda la China continental, el gobierno republicano se resguarda entonces en la isla de Formosa (o isla de Taiwán) que había sido desalojada por Japón en 1945.
Los comunistas no conquistarán militarmente el enclave de Taiwán, por lo que el gobierno de Chiang Kai-Shek forma la actual República de China como continuidad de la República existente hasta entonces y no reconoce el estado surgido en la China continental (la República Popular China), por su parte los comunistas asumen que todo el territorio perteneciente a la antigua China es ahora la República Popular China, por lo que no reconocen a la actual República de China, a la que consideran una provincia más.

### Deterioro de las relaciones (2016-2021)
En julio de 2021, la oficina presidencial de la República de China expresó sus condolencias y simpatía a los afectados por las inundaciones históricas en Zhengzhou en China continental.  Además, empresas e individuos taiwaneses hicieron donaciones de dinero y suministros para ayudar a los afectados.La República Popular China agradeció indirectamente a la presidenta Tsai por expresar su preocupación, además de agradecer a las empresas y personas que hicieron contribuciones a los esfuerzos de socorro.
En octubre de 2021, la República Popular China denunció un discurso de Tsai durante las conmemoraciones del Día Nacional de la República de China. La República Popular China dijo que el discurso de Tsai "incitó a la confrontación y distorsionó los hechos" y agregó que buscar la independencia de Taiwán cerraba las puertas al diálogo. Tsai respondió diciendo que la República de China no se vería obligada a "inclinarse" ante la presión de China continental y dijo que la República de China seguiría reforzando sus defensas.
En octubre de 2021, Victor Gao, quien se desempeñó como intérprete del exlíder supremo de la República Popular China, Deng Xiaoping, pidió una limpieza étnica de cualquier taiwanés con ascendencia japonesa si la República Popular China se hiciera cargo del Área de Taiwán. Más tarde, en octubre, un tuit del Global Times pedía una "solución final a la cuestión de Taiwán", que fue condenada por el político alemán Frank Müller-Rosentritt por su similitud con la "Solución final a la cuestión judía" de los nazis, que culminó en el Holocausto.
El 7 de mayo de 2022, el ministro de Relaciones Exteriores de Taiwán, Joseph Wu, declaró que si Beijing invadía la isla, el mundo censuraría a China como lo hace con Rusia por su conflicto en Ucrania.
Tras la prohibición de importar piñas de Taiwán y manzanas de cera en 2021, el gobierno chino prohibió la importación de Pescado en junio de 2022, alegando que habían encontrado productos químicos prohibidos y niveles excesivos de otras sustancias.

### Crisis de 2022
En julio de 2022, Nancy Pelosi, presidenta de la cámara de representantes de Estados Unidos, anunció una posible visita diplomática a la zona de Taiwán. Este hecho atizó las relaciones diplomáticas entre ambos Estados. El 29 de julio, Pekín advirtió que en caso de que dicha visita se concretara, derribarían a cualquier caza estadounidense que escoltase al avión de Nancy Pelosi, ya que lo considerarían una invasión. Pese a la advertencia, Nancy Pelosi visitó la isla el 2 de agosto desencadenando una dura crítica por parte del gobierno de Pekín.

#### Ejercicios militares en la zona de Taiwán
El 2 de agosto de 2022, en respuesta a la visita de la presidenta de la Cámara de Representantes de los EE. UU., Nancy Pelosi, a Taiwán, los funcionarios de la República Popular China anunciaron que realizarían ejercicios con fuego real en seis zonas alrededor de Taiwán.  Inicialmente, los ejercicios estaban programados para concluir el 7 de agosto, pero se reanudaron el 8 de agosto.

## Estatus político de China actualmente

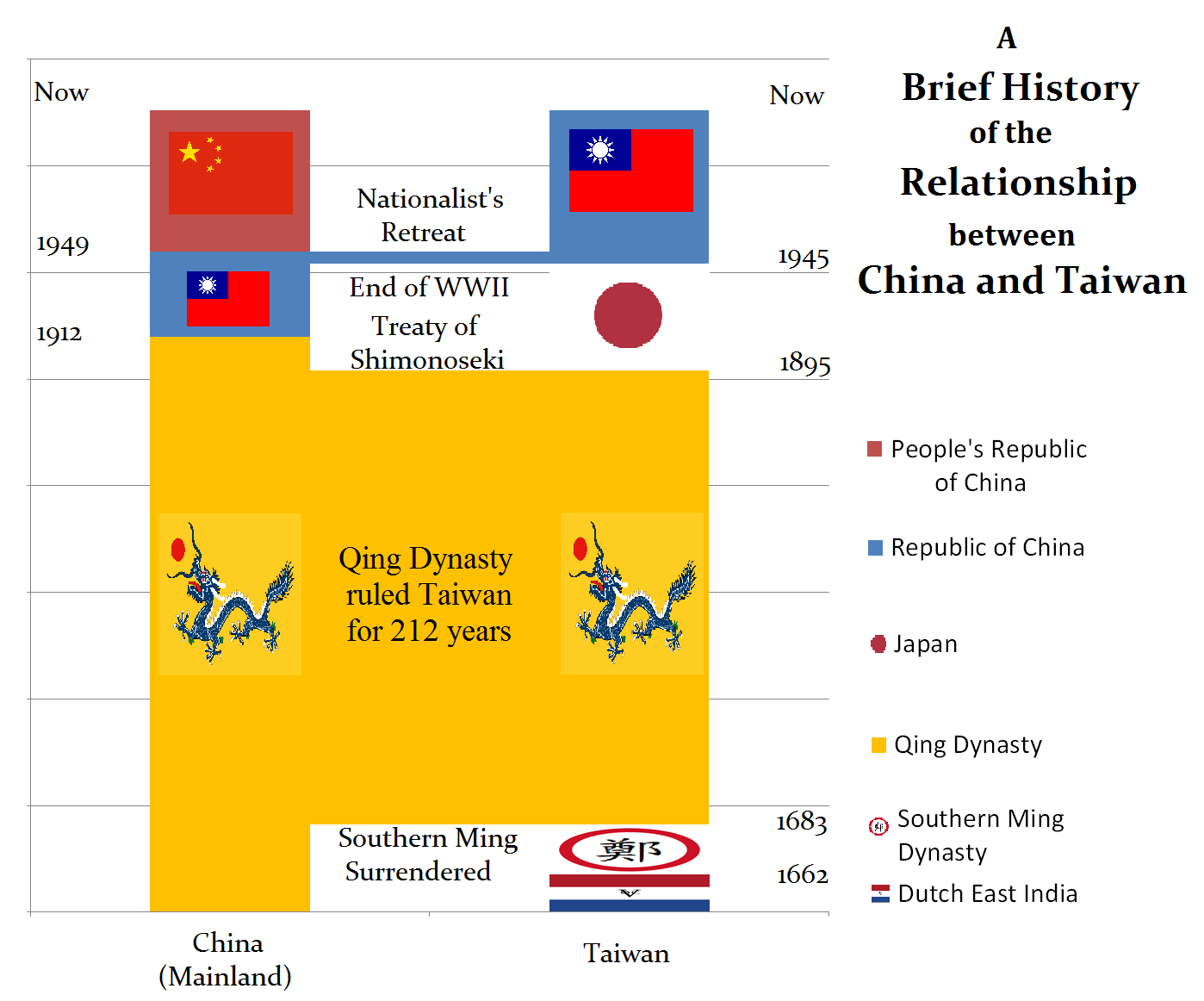
Línea cronológica de los gobiernos existentes en la China continental y en la isla de Taiwán.

Tras 1949, año en que Mao Zedong gana la guerra y proclama la República Popular China, la Organización de las Naciones Unidas siguen teniendo un asiento en el que China es representada por el gobierno republicano nacionalista, en parte por el apoyo recibido por Estados Unidos, que fue quien protegió el estrecho de Taiwán con su séptima flota para evitar la invasión definitiva de la isla por parte de la RPC.
Esta situación variará en la década de los años 70, concretamente en 1971, en el que la ONU somete a votación la resolución n.º 2 758, por la que el asiento de China pasará de manos de la República de China (nacionalista) a la República Popular China (comunista).
Desde entonces, pasarán 2 décadas durante las cuales la República de China, ampliamente conocida como Taiwán, no tendrá reconocimiento oficial de Estado soberano. A partir de 1991 la República de China pide su reincorporación a la ONU bajo el nombre de "República de China (Taiwán)" o "República de China en Taiwán". La petición fue desestimada.
Nuevamente en 2007 la República de China volvió a solicitar la reincorporación bajo el nombre de "Taiwán" (para evitar el rechazo basado en la política de «Una sola China» de la ONU de la resolución 2578), pero Ban Ki-moon devolvió la solicitud alegando a la citada política.

### Reconocimiento de la República de China ajeno a la ONU
Hay un total de 15 países que reconocen oficialmente a la República de China en Taiwán, pero estos son unos casos limitados, puesto que la República Popular China amenaza con cortar las relaciones diplomáticas con aquellos países que mantengan las mismas con la República de China.

## Misiones diplomáticas bilaterales
No existen misiones diplomáticas por parte de ninguna de las dos chinas a la otra, puesto que ambas asumen que la otra es parte de su territorio.
El único caso es la existencia de un Consulado, una misión diplomática de comercio en realidad, de Taiwán en la ciudad semindependiente de Hong Kong, existente desde la época en la cual la ciudad estaba bajo administración británica.
La República de China en Taiwán también mantiene una misión de comercio en la ciudad de Macao, pero a esta no se le da el trato de consulado.

## Visitas de alto rango bilaterales

### Visitas de personalidades taiwanesas a China continental
En el año 2005, mismo año de la aprobación de la Ley antisecesión de la República Popular China. Lien Chan, un político taiwanés de origen chino (continental) visitó la República Popular China como parte de una delegación de la Coalición pan-azul que visitó el país en el primer acto de acercamiento político entre las dos chinas en el siglo XXI.

### Visitas de personalidades de China continental a Taiwán
En 2008, Chen Yunlin (enviado especial del Gobierno de la RPC) visitó Taipéi con unos sesenta empresarios de la República Popular China con el fin de iniciar unas negociaciones beneficiarias para impulsar las relaciones comerciales entre China y Taiwán.
En el año 2014, el funcionario chino Zhang Zhijun, director de la Oficina de Asuntos de Taiwán (OAT), institución dependiente del Consejo Estatal de China, hizo una visita a Taiwán con el fin de reafirmar los compromisos adoptados en el encuentro entre representantes de los gobiernos de las dos chinas en febrero de ese mismo año.

## Encuentros bilaterales
Aunque la relación fue muy fría en el siglo XX, en los últimos años de la primera década del siglo XXI las relaciones bilaterales entre ambos países han sido impulsadas por instituciones no gubernamentales, personalidades relevantes fuera y dentro de la política e incluso por algunas instituciones derivadas de los gobiernos.

### La Fundación Mercado Común "A través del Estrecho"
En el año 2001 se creó en la República de China la Fundación Mercado Común "A través del Estrecho", referido en español como Fundación Mercado Común Sino-Taiwanés (en chino: 兩岸共同市場基金會, en pinyin: Liǎng'àn Gòngtóng Shìchǎng Jījīn Huì). El objetivo con el que nació esta fundación fue la de hacer avanzar las relaciones de los dos gobiernos y definir más claramente la posición de ambos países en el marco internacional actual superando los impases políticos que genera el estatus político existente de facto.

### Los simposios de Relaciones "A través del Estrecho"
Los simposios de Relaciones a través el Estrecho (en inglés: Cross-strait Relations Symposium) fueron una serie de 11 encuentros realizados entre los años 2003 y 2011 celebrados normalmente en Taiwán que tenían una duración de dos días. Impulsados por distintas instituciones progresistas de ambos países, en especial taiwanesas, como la Fundación Mercado Común. Estos encuentros solían tener cierta relevancia a nivel comercial, pero no a nivel político, aunque con cada simposio el nivel político fue in crescendo.
El 11º simposio (el de 2013) tuvo lugar en Hong Kong, propulsado por la Fundación Reformista de Taiwán en colaboración con la Academia China de Ciencias Sociales y el beneplácito tanto del Consejo de Asuntos Continentales taiwanés y la Oficina e Asuntos de Taiwán china.

### La visita de la Coalición Pan-Azul de 2005
En 2005 una delegación de miembros del Kuomintang (Partido Nacionalista Chino) visitaron la República Popular China en una visita de alto nivel entre representantes de los partidos nacionalista y comunista desde el último encuentro entre Chiang Kai-Shek y Mao Zedong en Chongqing (China continental) el 28 de agosto de 1945.
Aunque esta podría haber sido la primera visita de alto nivel entre ambos gobiernos, el hecho de que el representante del Kuomintang, Lien Chan, no se encontrase con su homólogo del Partido Comunista, hizo que esta visita histórica no se haya considerado como tan relevante tras el encuentro entre Wang y Zhan en 2014.

### Los encuentros de 2008
En 2008 la Asociación para las Relaciones a través del Estrecho de Taiwán y la Fundación para los Intercambios del Estrecho impulsaron una serie de reuniones a todos los niveles que se sucedieron durante todo el año.

### El encuentro entre Wang y Zhang de 2014
Este encuentro se puede dividir en dos partes bien diferenciadas entre sí.
En un comienzo, se puede hablar del encuentro en febrero, el cual tuvo lugar en la China continental, concretamente comenzó el 11 de febrero en el aeropuerto de Nankín-Lukou, al cual llegó Wang Yu-chi, Ministro del Consejo de Asuntos Continentales (MAC por sus siglas en inglés) al frente de una veintena de delegados, a los que recibió Chen Yuanfeng, subdirector de la Oficina de Asuntos de Taiwán (TAO por sus siglas en inglés).
Desde el 11 hasta el 14 de febrero, la delegación taiwanesa se dedicó a hacer una serie de visitas a instituciones relevantes de la ciudad de Nankín y de la de Shanghái, tales como la Universidad de Nankín o la Sede de la Televisión de Shanghái.
Este encuentro fue tomado por el gobierno taiwanés y el estadounidense como un símbolo del gran avance que iban a experimentar las relaciones bilaterales de ambos países.
La segunda parte del encuentro es en junio, durante los días 25 y 28. En esta ocasión fue Zhang Zhijun, director del TAO el que visitó la China insular con la misma temática que la anterior visita de Wang a la China continental.
Este fue el primer encuentro entre personalidades políticas de alto rango de ambos gobiernos desde el fin de la guerra civil china.